# ウショジョ語
ウショジョ語（ウショジョご）はインド・ヨーロッパ語族インド・イラン語派ダルド語群シナー諸語に属する言語である。ウショ語、ウシュ語、ウショジョ、ウショジとも呼ばれる。ウショジョ、ウショジはパキスタンのカイバル・パクトゥンクワ州ウショ（ウシュ）という地名が由来である。パキスタンのインダス・コヒスタン地方とスワート地区で話されている。